# إرنست فون فايتسكر
إرنست فون فايتسكر (بالألمانية: Ernst von Weizsäcker) (و. 1882 – 1951 م) هو سياسي، ودبلوماسي ألماني، ولد في شتوتغارت، كان عضوًا في الحزب النازي، وكان عضوًا في شوتزشتافل، ويحمل رتبة عسكرية قائد ملازم، توفي في لينداو، عن عمر يناهز 69 عاماً، بسبب سكتة.

## مناصب
تولى منصب سفير.

## الخدمة العسكرية
خدم في البحرية الإمبراطورية الألمانية.

## جوائز
حصل على جوائز منها:
- Order of the Red Eagle 4th Class  [لغات أخرى]‏
- وسام فريدريش
- صليب حديدي.

## روابط خارجية
- إرنست فون فايتسكر على موقع مونزينجر (الألمانية)